# Stuifakker
Stuifakker is een buurtschap in de gemeente Voorne aan Zee in de Nederlandse provincie Zuid-Holland. Het ligt tussen Rockanje en Oostvoorne. Op 1 januari 2023 telde Stuifakker 680 inwoners, op een oppervlakte van 2,5 km².
Zuid-Holland: Steden en dorpen      Nederland: Provincies · Gemeenten